# 紺碧の双刃
「紺碧の双刃」（こんぺきのそうじん）は、日本のバンド陰陽座の15枚目のシングルである。2011年2月9日発売。発売元はキングレコード。

## 概要
- 表題曲は「ぱちんこCR戦国乱舞～紺碧の双刃～」の主題歌として書き下ろされたナンバー。「蒼き独眼」の続編という設定である。
- カップリングには2010年のツアーで録音された5曲のライブ音源と表題曲のインストを収録。
- PV監督は近藤廣行。

## 収録曲
1. 紺碧の双刃[4:53]
作詞・作曲：瞬火、編曲：陰陽座
2. 蒼き独眼 (実況録音版)[4:15]
作詞・作曲：瞬火、編曲：陰陽座
3. 醒 (実況録音版)[3:35]
作詞・作曲：瞬火、編曲：陰陽座
4. 塗り壁 (実況録音版)[7:57]
作詞・作曲：瞬火、編曲：陰陽座
5. 月に叢雲花に風 (実況録音版)[4:30]
作詞・作曲：瞬火、編曲：陰陽座
6. 甲賀忍法帖 (実況録音版)[3:59]
作詞・作曲：瞬火、編曲：陰陽座
7. 紺碧の双刃 (器楽奏)[4:51]

## タイアップ
- 紺碧の双刃：サミーパチンコ「戦国乱舞～紺碧の双刃～」主題歌